# Herzogsägmühle

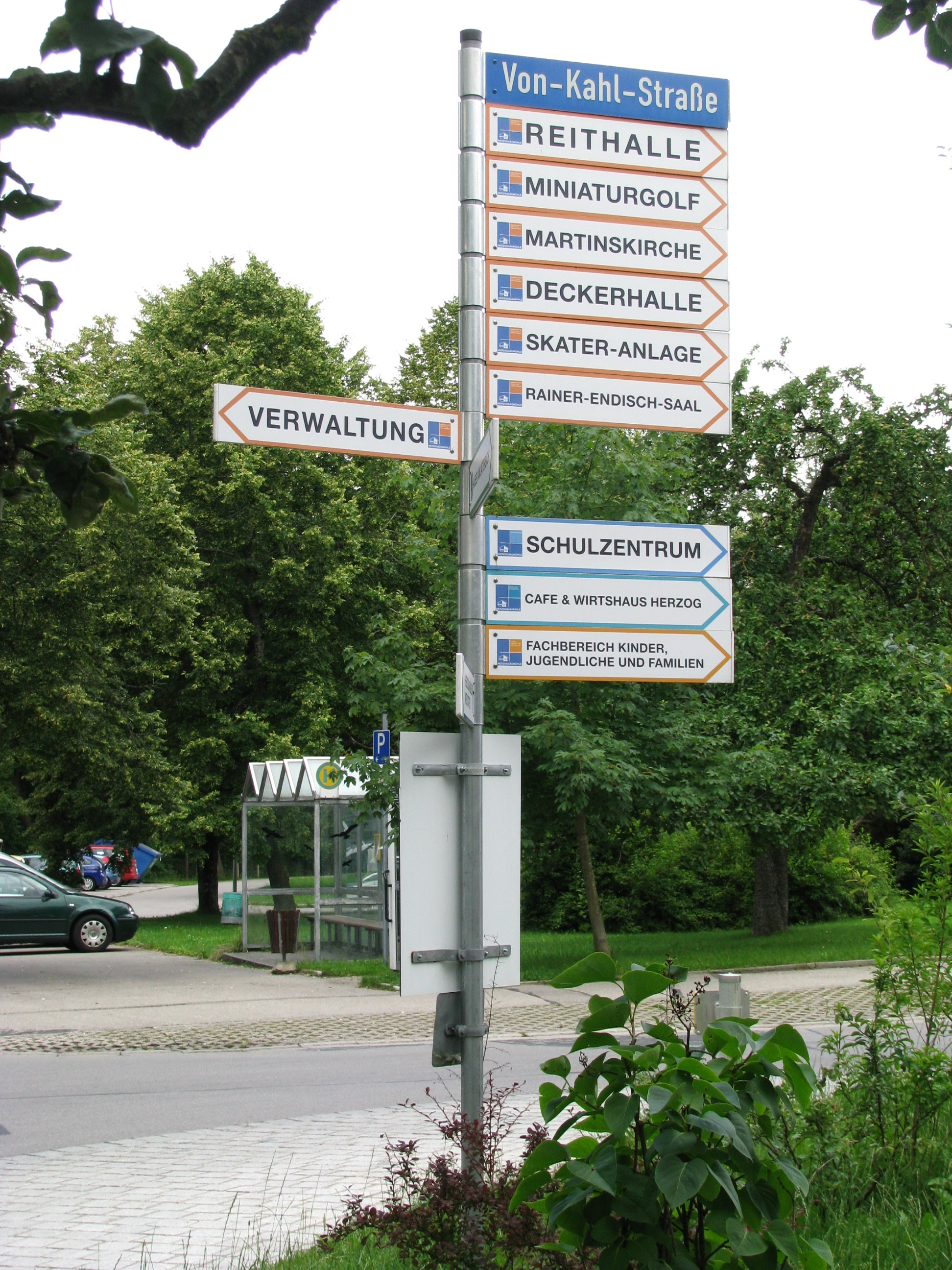
Wegweiser

Herzogsägmühle ist der Name einer im Jahr 1894 gegründeten Arbeiterkolonie, die heute eine soziale Einrichtung der Diakonie ist. Diese Einrichtung ist zugleich Gemeindeteil des Marktes Peiting, Landkreis Weilheim-Schongau, im Pfaffenwinkel. Sie liegt etwa 80 km südwestlich von München. Der Träger der Einrichtung ist der Verein Innere Mission München – Diakonie in München und Oberbayern.

## Geschichte
Der in Schongau residierende Herzog Christoph der Starke (1450–1493) betrieb eine Sägemühle im jetzigen Ortszentrum Unterobland sowie Oberobland. Entstanden aus fünf Bauernhöfen, wurde hier von Adolph von Kahl ab 1894 die zweite bayerische „Arbeiterkolonie“ für heimat- und wohnungslose Männer eingerichtet. Der Verein für Arbeiterkolonien in Bayern erwarb von 1894 bis 1905 die Anwesen Herzogsägmühle.

### Zeit des Nationalsozialismus
Im Jahr 1935 wurde die Verantwortung für die Betriebsführung in Herzogsägmühle (und im Simonshof) im Rahmen der nationalsozialistischen Zwangsfürsorge dem Landesverband für Wander- und Heimatdienst (LVW) übertragen. Herzogsägmühle wird als „Zentralwanderhof HSM“ geführt.
Der LVW verlegte später seine Verwaltung nach Herzogsägmühle. Herzogsägmühle diente als Anlaufstelle für die Zuweisung an die anderen Stellen des LVW: „Der größte Hof, die Herzogsägmühle, dient in erster Linie als Sammel- und Siebestation, als Krankenhaus und Umschulungsstätte… Innerhalb eines jeden Wander- und Heimathofes sind wiederum die einzelnen Menschentypen voneinander geschieden. Die Sichtung und Siebung geschieht grundsätzlich in engster Zusammenarbeit zwischen Fürsorge und Polizei, wobei unser Amts- und Anstaltsarzt maßgeblich beteiligt sind.“ Als Betriebsleiter waren Hans Lehner (1936–1939 und 1942–1945), Hans Wildschütte (1939–1942) sowie Friedrich Goller (1942–1945) zur Unterstützung von Hans Lehner vor allem beim Aufbau der Jugendfürsorgeabteilung tätig.
Die Insassen der Herzogsägmühle, sogenannte „Nichtseßhafte“, mussten Zwangsarbeit leisten; von diesen starben 376 Männer an Unterversorgung, sieben töteten sich selbst, 30 starben an ungeklärter Ursache und 14 kamen im KZ Dachau zu Tode, nachdem sie dorthin überstellt wurden.

### Nachkriegszeit
Seit dem Jahr 1946 wird die Herzogsägmühle vom Verein Innere Mission München – Diakonie in München und Oberbayern getragen.
In den Jahren 1951 bis 1984 ereigneten sich in Herzogsägmühle neun Großbrände.
2009 wurde eine Ausstellung „Die dunkle Seite von Herzogsägmühle 1936 bis 1945“ von Rainer Endisch, stellvertretender Direktor, initiiert.
Im Jahr 2010 wurde Herzogsägmühle von der Universität St. Gallen unter den besten 75 Arbeitgebern des Mittelstandes in Deutschland ausgezeichnet.
2019 erfolgte die Ausgliederung des Geschäftsbereiches Herzogsägmühle aus dem Verein Innere Mission München in die „Diakonie Herzogsägmühle gGmbH“ als 100%ige Tochter des Trägervereins.

## Einrichtung

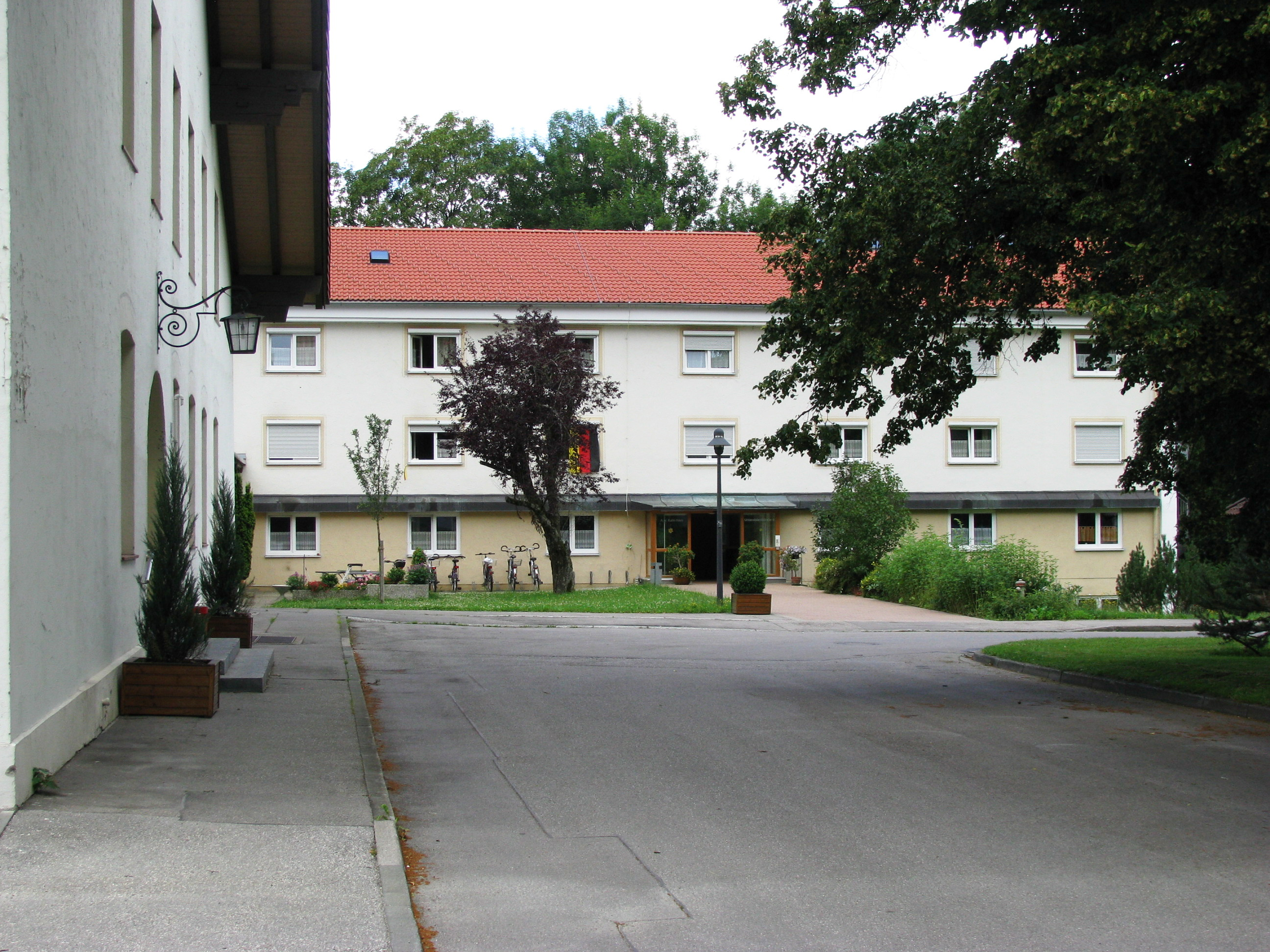
Adolf-von-Kahl-Haus

Die Anlage unterscheidet sich heute kaum von den meisten anderen Ortschaften dieser Gegend. Neben einem kleinen, gewachsenen Kern ist das weiträumige Ortsbild gekennzeichnet durch eine bunte Mischung aus Wohnhäusern, Werkstätten, Läden und dem Ortszentrum am Dorfplatz, wo sich Kirche, Maibaum, Mehrzweckhalle sowie das „Cafe und Wirtshaus Herzog“ befinden. Vier Gebäude des Ortes stehen unter Denkmalschutz. Sport- und Freizeitanlagen sowie weite Felder und Wälder umsäumen das Dorf.
Heute wohnen in Herzogsägmühle 900 Einwohner auf einer Fläche von 350 ha Land, wovon ein Teil landwirtschaftlich genutzt wird. Hilfen für heimat- und  wohnungslos gewordene Menschen („Menschen in besonderen Lebenslagen“) sind auch heute noch ein wesentlicher Teil des Hilfeangebotes. Andere Schwerpunkte bilden „Menschen mit Behinderung“, „Menschen mit seelischer Erkrankung“, „Menschen mit Suchtproblemen“ sowie „Kinder, Jugendliche und Familien“, für die es Ausbildungs- und Schulangebote gibt.
Direktor ist seit 2023 Andreas Kurz. Die Einrichtung Herzogsägmühle beschäftigte 2016 insgesamt 1.380 Mitarbeiter (975 Vollzeitstellen); das Wirtschaftsvolumen von Herzogsägmühle betrug 91,3 Millionen Euro. Mit dem Trägerverein von Herzogsägmühle, der Inneren Mission München, ist Herzogsägmühle Mitglied im Diakonischen Werk Bayern.

## Verschiedenes
Dreimal jährlich erscheint in einer Auflage von 35.000 Exemplaren die Zeitschrift Herzogsägmühle aktuell für Mitarbeiter, Bewohner, ehrenamtliche Helfer, Spender und Multiplikatoren.
Im Jahr 1994 ehrte die Deutsche Bundespost Herzogsägmühle mit der Herausgabe des 100-Pfennig-Sonderpostwertzeichens 100 Jahre Herzogsägmühle (Erstausgabetag 16. Juni 1994, Auflage 24.665.000 Exemplare, Michel-Nummer 1740), das ein Ortsschild mit dem Emblem der diakonischen Einrichtung und dem Motto „Ort zum Leben“ zeigt. Damit wurde insbesondere der gesellschaftliche Stellenwert von Herzogsägmühle gewürdigt.